# Дудко, Владимир Николаевич
Влади́мир Никола́евич Дудко́ (6 января 1933 года, Хабаровск — 16 января 2011 года) — советский тренер по автомотоспорту, в прошлом главный тренер Вооружённых Сил по автомотоспорту, начальник автомотокоманды ЦСКА. Заслуженный тренер СССР, заслуженный тренер РСФСР. Полковник.

## Биография
Начал свою карьеру на Дальнем Востоке в Хабаровске, с 1969 года жил и работал в Москве. Благодаря сильному характеру, авторитету и обширным связям по всему СССР внёс огромный вклад в отечественный автомотоспорт и повлиял на карьеру многих автомотогонщиков, которые неоднократно становились призёрами соревнований различного уровня. Среди его воспитанников:.
- многократный чемпиона России по ралли-рейдам и участника известного ралли Париж—Дакар подполковника Сергея Гире, ранее служившего в Бронницах и принимавшего участие во многих соревнованиях[1].
- Владимир Кавинов (СКА Киев), обладатель 16 золотых, восьми серебряных и двух бронзовых медалей чемпионатов СССР по мотокроссу, многократный победитель командных чемпионатов мира[2].

В течение всей своей тренерской карьеры Владимир Николаевич Дудко выступал за развитие автомотоспорта и привлечение в него молодых перспективных спортсменов, а также регулярно участвовал в пленумах, обсуждая проблемы и пути их решения..